# Махкйок
Махкйо́к (Криворічка; рос. Махкйок, Криворечка) — невелика річка на Кольському півострові, протікає територією Ловозерського та Кольського району Мурманської області, Росія. Відноситься до басейну річки Кола, є правою притокою річки Орловка.
Річка бере початок з невеличкого озера на східному підніжжі гори Кіцька. Протікає спочатку на південний схід, потім повертає на південний захід. Невелика ділянка від озера Ремесозеро має західний напрямок. Середня та нижня течії мають меандруючий характер. Протікає через велику кількість озер: у верхній течії дрібних, у нижній — через Ремесозеро та Вотозеро. До річки впадають багато дрібних приток, стікає озеро Терх'явр. Береги заліснені, у середній та нижній течіях заболочені.